# Río Sense
El río Sense/Singine (en alemán: Sense, en francés: Singine) es un corto río de Suiza que hace de frontera entre el cantón de Berna y el cantón de Friburgo. 
El río Sense nace en el lago de Schwarz y recorre unos 35 km antes de desembocar en el río Saane a la altura de la pequeña localidad de Laupen. Este río es popular gracias a los estrechos y a los rápidos que en él se forman en un recorrido de unos 15 km.
El principal afluente de este río es el Schwarzwasser.
Vivir cerca de este río es relativamente peligroso, pues en verano, cuando hay lluvias muy fuertes, la corriente crece demasiado rápido. 